# Sessenreuth
Sessenreuth  (oberfränkisch: Sessnraad) ist ein Gemeindeteil des Marktes Wirsberg im oberfränkischen Landkreis Kulmbach in Bayern. Sessenreuth liegt in der Gemarkung Wirsberg.

## Lage
Das Dorf liegt am Westhang einer Erhebung des Frankenwaldes. Auf dieser steht in einer Höhe von 543 m ü. NHN eine Windkraftanlage. Im Ort entspringt der Sesserbach, ein rechter Zufluss des Laubenbachs. Die Kreisstraße KU 1 führt nach Wirsberg (1 km nordwestlich) bzw. nach Marktschorgast (2,8 km östlich).

## Geschichte
Der Ort ist aus einer Doppelhofsiedlung hervorgegangen. Er wurde im Jahr 1112 als „Sissienruit“ erstmals urkundlich erwähnt. Das Bestimmungswort des Ortsnamens ist der Personenname Sizzo.
Gegen Ende des 18. Jahrhunderts bestand Sessenreuth aus 10 Anwesen. Das Hochgericht und die Dorf- und Gemeindeherrschaft übte das bayreuthische Vogteiamt Wirsberg aus. Grundherren waren
- das Vogteiamt Wirsberg: 1 Hof, 4 Halbhöfe, 1 Sölde, 1 Schäferswohnung, 2 Tropfhäuslein;
- das bambergische Amt Marktschorgast: 1 Hof.[7]

Von 1797 bis 1810 unterstand Sessenreuth dem Justiz- und Kammeramt Kulmbach. Mit dem Gemeindeedikt wurde der Ort dem 1811 gebildeten Steuerdistrikt Wirsberg und der im selben Jahr gebildeten Munizipalgemeinde Wirsberg zugewiesen.

### Baudenkmäler
- Haus Nr. 1: Türrahmungen
- Haus Nr. 8: Türrahmung
- Haus Nr. 11: Wohnstallhaus

### Einwohnerentwicklung
| Jahr      | 001809 | 001818 | 001861 | 001871 | 001885 | 001900 | 001925 | 001950 | 001961 | 001970 | 001987 |
| Einwohner | 68     | 89     | 97     | 87     | 71     | 70     | 54     | 59     | 41     | 43     | 31     |
| Häuser    |        | 14     |        |        | 13     | 13     | 10     | 10     | 11     |        | 11     |
| Quelle    | [ 11 ] | [ 8 ]  | [ 12 ] | [ 13 ] | [ 14 ] | [ 15 ] | [ 16 ] | [ 17 ] | [ 18 ] | [ 19 ] | [ 1 ]  |

## Religion
Sessenreuth ist seit der Reformation evangelisch-lutherisch geprägt und bis heute nach St. Johannis (Wirsberg) gepfarrt.